# العلاقات المغربية الفيتنامية
العلاقات المغربية الفيتنامية هي العلاقات الثنائية التي تجمع بين المغرب وفيتنام.
أجرى رئيس مجلس النواب السيد رشيد الطالبي العلمي، يوم الثلاثاء 21 يناير 2025 في مدينة " كان ثو" بجمهورية الفيتنام الاشتراكية، لقائين ثنائيين مع كل من السيد Tran Thanh Man رئيس الجمعية الوطنية ومع السيد Minh Hoan Lê وزير الفلاحة والتنمية القروية، وذلك بمناسبة أشغال الجمعية البرلمانية للفرنكوفونية المنعقدة خلال الفترة الممتدة من 21 إلى 24 من الشهر الجاري.
وركزت المباحثات بين الجانبين حول العلاقات التاريخية بين البلدين، والأوراش الكبرى التي انخرطت فيها المملكة المغربية تحت القيادة الرشيدة لجلالة الملك محمد السادس نصره الله، خاصة في مجالات التنمية الفلاحية والطاقات المتجددة والأمن الغذائي ومواجهة التغيرات المناخية. كما تم التأكيد على أهمية العلاقات البرلمانية الثنائية وسبل تعزيزها في إطار الاحترام المتبادل لسيادة الدول وعدم التدخل في شؤونها الداخلية.
وتمحورت النقاشات بين رئيسي مجلس النواب المغربي والجمعية الوطنية الفيتنامية حول أهمية تعزيز العلاقات البرلمانية الثنائية، والتواصل والحوار الدائم بين البرلمانيين من البلدين، وكذا تبادل الزيارات والتجارب والخبرات البرلمانية وتقاسمها بين المؤسستين التشريعيتين والتنسيق في مختلف المحافل البرلمانية الإقليمية والدولية، وفق ما نصت عليه اتفاقية التعاون بين المؤسستين والموقعة بتاريخ 18 دجنبر 2017.
من جهة أخرى تطرقت المباحثات مع وزير الفلاحة والتنمية القروية إلى أهمية هذا القطاع في النسيج الاقتصادي للبلدين مع التأكيد على محورية تقاسم الخبرات والتجارب على هذا المستوى. وأبرز السيد راشيد الطالبي العلمي الأوراش المؤسسة التي انخرط فيها المغرب في المجال الفلاحي والطاقات المتجددة والحد من آثار التغيرات المناخية والأمن الغذائي والمائي، كما توقف عند اختصاصات مجلس النواب لمواكبة هذه الدينامية تشريعا ورقابة وتقييما للسياسات العمومية وفق ما جاء به دستور 2011.
حضر الاجتماعين كل من السيدة النائبة لطيفة لبليح، بصفتها ممثلة الشبكة البرلمانية للنساء الفرنكوفونيات التابعة للجمعية البرلمانية للفرنكوفونية، إلى جانب حضور السيد جمال الشعيبي، سفير صاحب الجلالة بجمهورية فيتنام الاشتراكية، والسيد أحمد أيت عيسى، الوزير المفوض بسفارة المملكة المغربية في هانوي.

## مقارنة بين البلدين
هذه مقارنة عامة ومرجعية للدولتين:
| وجه المقارنة                                              | المغرب                                 | فيتنام           |
| --------------------------------------------------------- | -------------------------------------- | ---------------- |
| المساحة (كم2)                                             | 710.85 ألف                             | 331.69 ألف       |
| عدد السكان (نسمة)                                         | 36.07 مليون                            | 94.66 مليون      |
| الكثافة السكانية (ن./كم²)                                 | 50.74                                  | 285.39           |
| العاصمة                                                   | الرباط                                 | هانوي            |
| اللغة الرسمية                                             | اللغة العربية، أمازيغية معيارية مغربية | اللغة الفيتنامية |
| العملة                                                    | درهم مغربي                             | دونغ فيتنامي     |
| الناتج المحلي الإجمالي (بليون دولار)                      | 109.14 مليار                           | 234.19 مليار     |
| الناتج المحلي الإجمالي (تعادل القوة الشرائية) بليون دولار | 274.06 مليار                           | 553.42 مليار     |
| الناتج المحلي الإجمالي الاسمي للفرد دولار أمريكي          | 2.88 ألف                               | 2.48 ألف         |
| الناتج المحلي الإجمالي للفرد دولار أمريكي                 | 7.49 ألف                               | 5.63 ألف         |
| مؤشر التنمية البشرية                                      | 0.628                                  | 0.666            |
| رمز المكالمات الدولي                                      | +212                                   | +84              |
| رمز الإنترنت                                              | .ma                                    | .vn              |
| المنطقة الزمنية                                           | ت ع م+01:00                            | ت ع م+07:00      |

## منظمات دولية مشتركة
يشترك البلدان في عضوية مجموعة من المنظمات الدولية، منها:
| علم المنظمة | اسم المنظمة                        | تاريخ انضمام المغرب | تاريخ انضمام فيتنام |
| ----------- | ---------------------------------- | ------------------- | ------------------- |
|             | وكالة ضمان الاستثمار متعدد الأطراف | 17 سبتمبر 1992      | 5 أكتوبر 1994       |
|             | منظمة الشرطة الجنائية الدولية      | ?                   | ?                   |
|             | منظمة حظر الأسلحة الكيميائية       | ?                   | ?                   |
|             | منظمة التجارة العالمية             | 1995                | 11 يناير 2007       |
|             | الفريق المعني برصد الأرض           | ?                   | ?                   |
|             | الأمم المتحدة                      | 12 نوفمبر 1956      | 20 سبتمبر 1977      |
|             | مؤسسة التمويل الدولية              | 30 أغسطس 1962       | 4 أغسطس 1967        |
|             | يونسكو                             | 7 نوفمبر 1956       | 6 يوليو 1951        |
|             | مؤسسة التنمية الدولية              | 29 ديسمبر 1960      | 24 سبتمبر 1960      |
|             | البنك الدولي للإنشاء والتعمير      | 25 أبريل 1958       | 21 سبتمبر 1956      |
|             | المنظمة الهيدروغرافية الدولية      | ?                   | ?                   |
|             | الاتحاد البريدي العالمي            | ?                   | ?                   |
|             | الاتحاد الدولي للاتصالات           | 1 نوفمبر 1956       | 24 سبتمبر 1951      |

## وصلات خارجية
- موقع وزارة الخارجية المغربية
- موقع وزارة الخارجية الفيتنامية